# پیتر الفلت
پیتر الفلت (دانمارکی: Peter Elfelt؛ ۱ ژانویه ۱۸۶۶ – ۱۸ فوریه ۱۹۳۱) یک عکاس، و کارگردان اهل دانمارک بود. او کارگردان نخستین فیلم دانمارکی به نام سفر به همراه سگ‌های گرینلندی محصول ۱۸۹۷ می‌باشد.
او بین سال‌های 1896 تا 1907 بیش از 100 فیلم کوتاه ضبط کرد. این فیلم‌ها، با چند استثنای اندک، عمدتاً شامل مناظر و فیلم‌های مستند بودند که اغلب رویدادهای عمومی مانند نمایشگاه‌ها یا رژه‌ها را، در صورت امکان با حضور خاندان سلطنتی، به تصویر می‌کشیدند. او همچنین اجراهای بازیگران و رقصندگان باله مشهور را ثبت می‌کرد.